# Prosimulium hirtipes
Prosimulium hirtipes is een muggensoort uit de familie van de kriebelmuggen (Simuliidae). De wetenschappelijke naam van de soort is voor het eerst geldig gepubliceerd in 1824 door Fries.